# Chapelle Sainte-Madeleine de Bourg-en-Bresse
La chapelle Sainte-Madeleine est située sur la commune de Bourg-en-Bresse dans le département de l'Ain, en France.

## Description
Outre l'architecte Georges Curtelin, Jean Coquet (décorateur), Joseph Belloni (sculpteur) et Amédée Cateland (orfèvre) ont été investis dans sa réalisation en 1935. Depuis le 14 mai 2012, l'édifice est Label « Patrimoine du XXe siècle ». Depuis le 22 octobre 2013, il est inscrit au titre des monuments historiques,. Historiquement la chapelle était celle du site de La Madeleine, un asile religieux. Ce site est racheté en 2001 par le Conseil général, qui installe des services publics dans les bâtiments, mais la chapelle Sainte-Madeleine reste ouverte au culte catholique. 